# Al-Nour-Moschee (Hamburg)

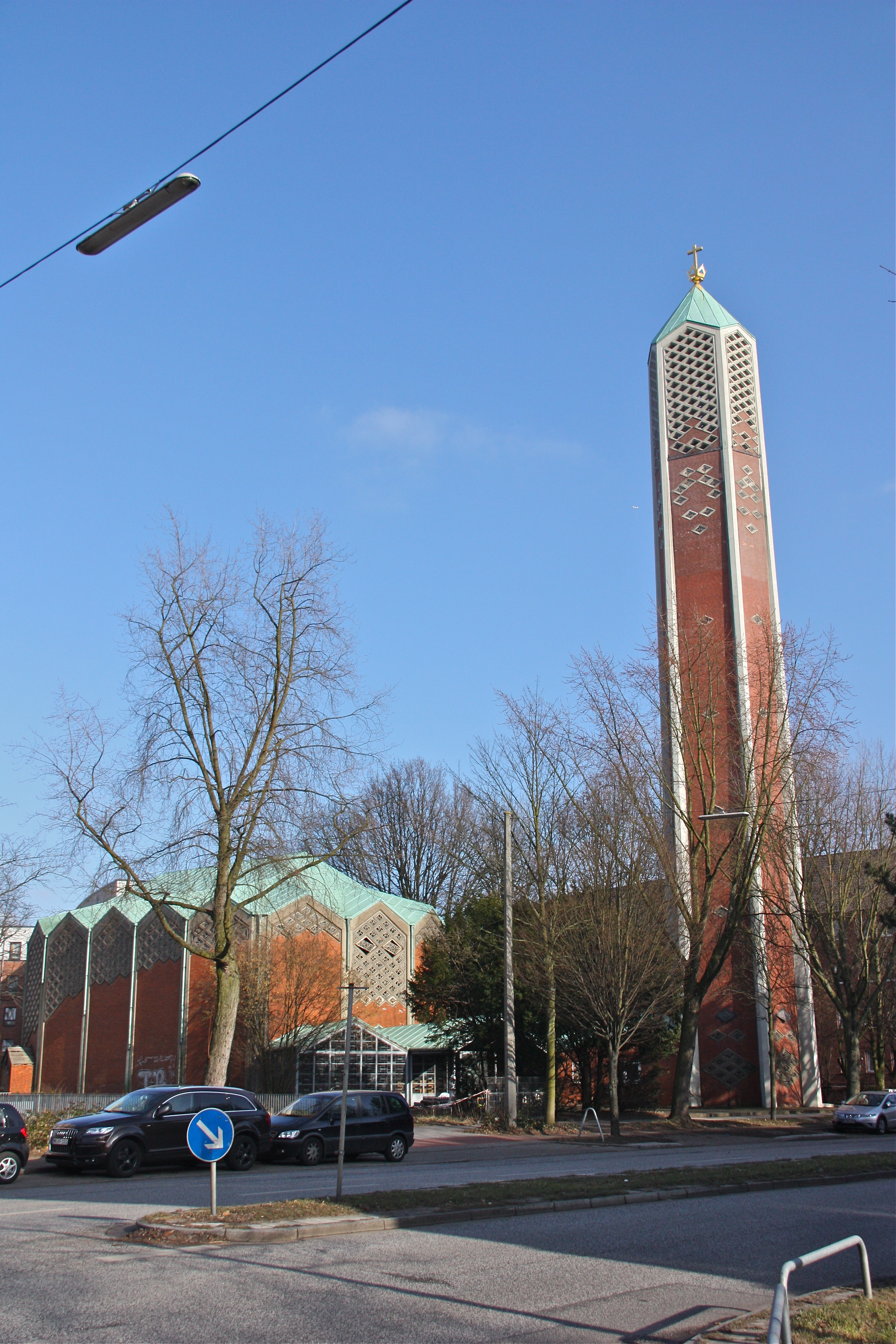
Die Kapernaumkirche in Horn stand seit 2004 leer. Aufnahme 2013 mit Kreuz auf der Turmspitze

Die Al-Nour-Moschee (bis 2018 Kapernaumkirche) befindet sich in einer unter Denkmalschutz stehenden ehemaligen evangelisch-lutherischen Kirche im Hamburger Stadtteil Horn. Die Kirche wurde nach einer Gemeindefusion 2004 entwidmet und nach jahrelangem Leerstand 2012 von einem islamischen Moscheeverein gekauft. Sie war das erste Kirchengebäude der EKD und das zweite im Hamburger Stadtgebiet, das in eine Moschee umgebaut wurde. Die Wiedereröffnung als Moschee erfolgte im Herbst 2018.

## Geschichte

### Kirchenbau
Die Kapernaumkirche wurde in den Jahren 1958 bis 1961 nach einem Entwurf von Otto Kindt fertiggestellt und war einer von mehreren Kirchenneubauten im damals rasch wachsenden Stadtteil Horn.
Das Gebäude in der Sievekingsallee 191 wurde zeittypisch als annähernd ovales Kirchenschiff mit baulich getrenntem Turm errichtet. Den Turm gestaltete man mit 44 m Höhe besonders hoch, damit er sich gegen die benachbarte Wohnbebauung behaupten konnte. Die Wände von Turm und Kirchenschiff bestehen aus einer Mischung rautenförmiger Betonelemente mit klassischen Ziegelsteinen. Im Kirchenschiff sind die Betonelemente mit Glas geschlossen, im Turm sind sie offen und bildeten im oberen Bereich die Schallöffnungen für den Glockenstuhl. Die beiden Gebäudeteile sind durch einen niedrigen Bau mit Eingangshalle und Nebenräumen verbunden.
Die Fenster des Kirchenschiffs waren das beherrschende Element des Innenraums und ermöglichten eine zum Altarbereich hin zunehmende Durchlichtung des Raumes. Die Wandzone hinter dem Altar war vollflächig mit Glaselementen gefüllt. Sie wurden von Claus Wallner auf die klare Architektur des Innenraums abgestimmt und als farbig-abstrakte Formen ausgeführt. An Decke und Pfeilern waren die tragenden Betonelemente sichtbar, die zur Decke hin eine Art modernes Sterngewölbe bildeten. Die Sternform ist auch in der Außenansicht am kupfergedeckten Faltdach mit seinen giebelförmigen Elementen erkennbar.
Auf der Empore über dem Eingang befand sich eine Orgel aus der Werkstatt von Alfred Führer. Die Front der Empore zum Altar wies Intarsien des Künstlers Georg Engst auf, die Szenen aus den Evangelien zeigten. Das Kruzifix war ein Werk Klaus-Jürgen Luckeys.

### Profanierung und Leerstand bis 2013
Sinkende Mitgliederzahlen und Kirchensteuereinnahmen zwangen um die Jahrtausendwende viele Hamburger Kirchengemeinden zu Fusionen und zur Aufgabe von Standorten. Dies betraf auch die Kapernaumkirche, in der am 26. Dezember 2002 ein letzter Gottesdienst stattfand. Nach der Beendigung der Nutzung als Kirche wurde die Orgel in die benachbarte evangelisch-methodistische Christuskirche in Hamm überführt, die drei Bronzeglocken erhielt die Ansgarkirche in Hamburg-Langenhorn.
Die im Zuge der Umstrukturierungen neu entstandene Kirchengemeinde zu Hamburg-Horn schloss die Kapernaumkirche 2004, ließ die benachbarten Gemeindegebäude abreißen und verkaufte einen Teil des Grundstücks. Auf den verkauften Teilen wurden Mietwohnungen und eine Seniorenresidenz errichtet. Im Kirchengebäude war die Kindertagesstätte der Gemeinde geplant, was jedoch nicht umgesetzt wurde. Das Gebäude stand leer, die überdachten Flächen im Außenbereich wurden zeitweilig von Obdachlosen als Schlafplatz genutzt.

### Umnutzung als Moschee

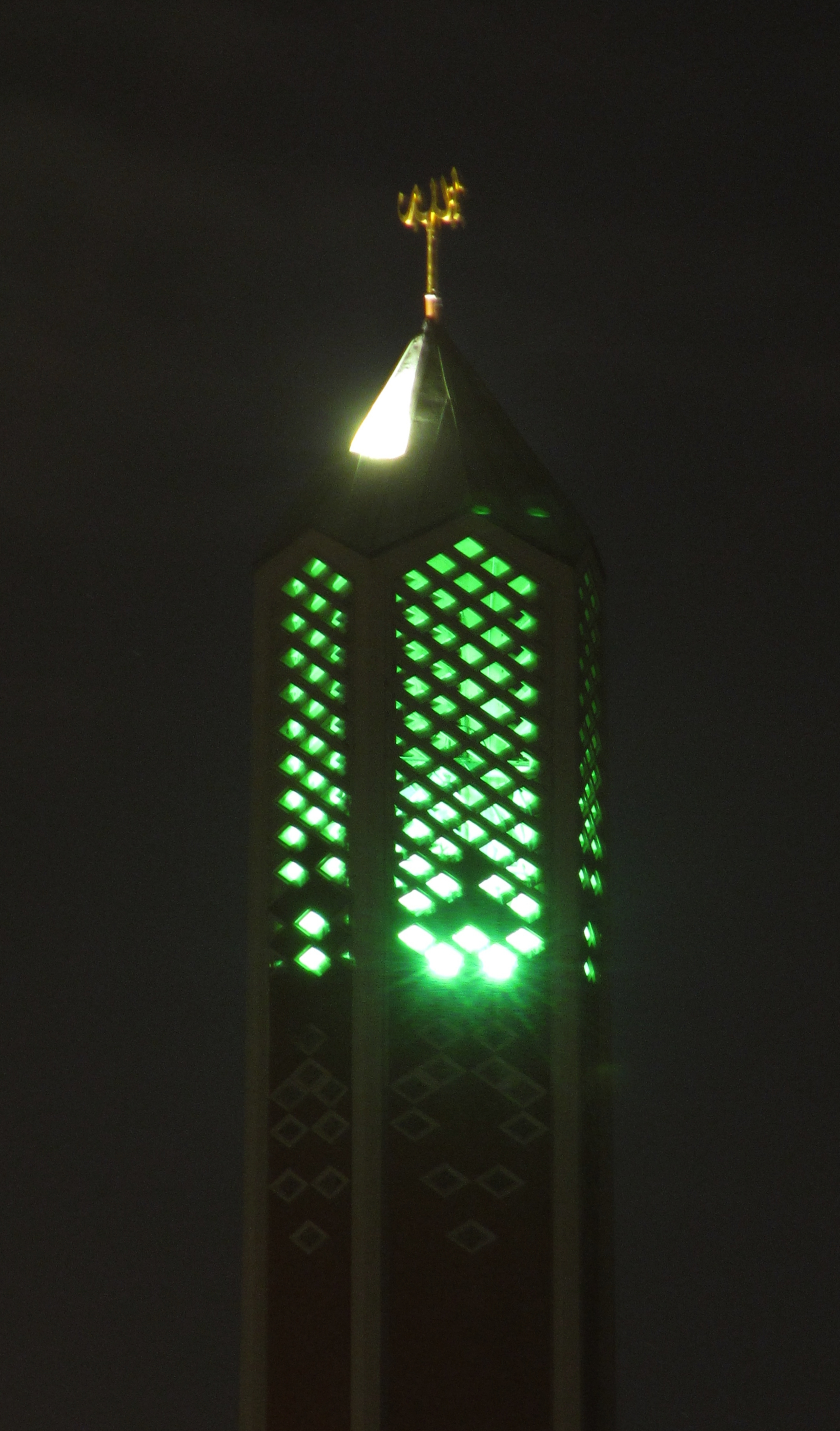
Turmspitze bei Nacht im Januar 2016 bereits mit arabischem Schriftzug „Allah“.

Im November 2012 wurde das Gebäude durch die neuen Eigentümer an den Moscheeverein Islamisches Zentrum Al-Nour e. V. verkauft, der es zu einer Moschee umbauen ließ.
Der seit 1993 bestehende Verein „Al-Nour“ nutzte zuvor eine stillgelegte Tiefgarage im Stadtteil Hamburg-St. Georg als Gebetsraum. Der Verein gab 2013 an, mit ungefähr 600 Mitgliedern und regelmäßigen Besuchern aus über 30 Nationen die „größte arabische Moschee in Norddeutschland“ zu sein. Er ist Mitglied im Rat der islamischen Gemeinschaften in Hamburg e. V., einer Vereinigung verschiedener Moscheevereine. Außerdem ist die Moschee Mitglied im Zentralrat der Muslime in Deutschland (ZMD) und gehört zu den Gründungsmitgliedern des Landesverbands in Hamburg.

#### Reaktionen auf die veränderte Situation
Aus Kreisen der christlichen Kirchen kam es zu unterschiedlichen Reaktionen. Sowohl der damalige Ratsvorsitzende der Evangelischen Kirche in Deutschland, Nikolaus Schneider, als auch der katholische Hamburger Weihbischof Hans-Jochen Jaschke nannten die Veräußerung ein „Missgeschick“. Für kontroverse Diskussionen sorgte die Äußerung von Helge Adolphsen, dem ehemaligen Michel-Hauptpastor, der zunächst von einem „Dammbruch“ sprach. Andere Vertreter der evangelischen Kirche äußerten sich neutral bis befürwortend.
Reaktionen aus der Politik waren ebenfalls gespalten. Der kirchenpolitische Sprecher der CDU-Bürgerschaftsfraktion kritisierte das Vorhaben, SPD-Bürgerschaftsabgeordnete forderten „interreligiösen Dialog“.

#### Umbaumaßnahmen
Das goldene Turmkreuz wurde im Sommer 2015 durch einen goldenen arabischen Schriftzug „Allah“ ersetzt, der von einem Scheinwerfer angestrahlt wird. Die ehemalige Glockenstube wird seitdem in Grün, der Farbe des Islams, illuminiert. Im Innenraum des Kirchenschiffs wurde die ehemalige Chorempore durch eine neue größere Empore ersetzt, um zwei getrennte Gebetsbereiche für Männer und Frauen zu schaffen, der komplette Fußboden wurde erneuert. Durch die Umbauten ist der Raum für bis zu 300 Personen nutzbar. Zwischen dem ehemaligen Kirchenschiff und dem Turm entstand ein neuer Verbindungsbau, in dem Seminar- und Waschräume untergebracht sind.
Der Sanierungsbedarf erwies sich als deutlich höher als erwartet. Die Finanzierung des Projekts erfolgte überwiegend durch Spenden und Zuwendungen des Staates Kuwait, die Erhaltung des Kirchenschiffs wurde aus Mitteln der Denkmalförderung bezuschusst. Der Umbau war im Herbst 2018 abgeschlossen, das Gebäude wird seit dem Oktober 2018 als Moschee genutzt.

## Fotografien

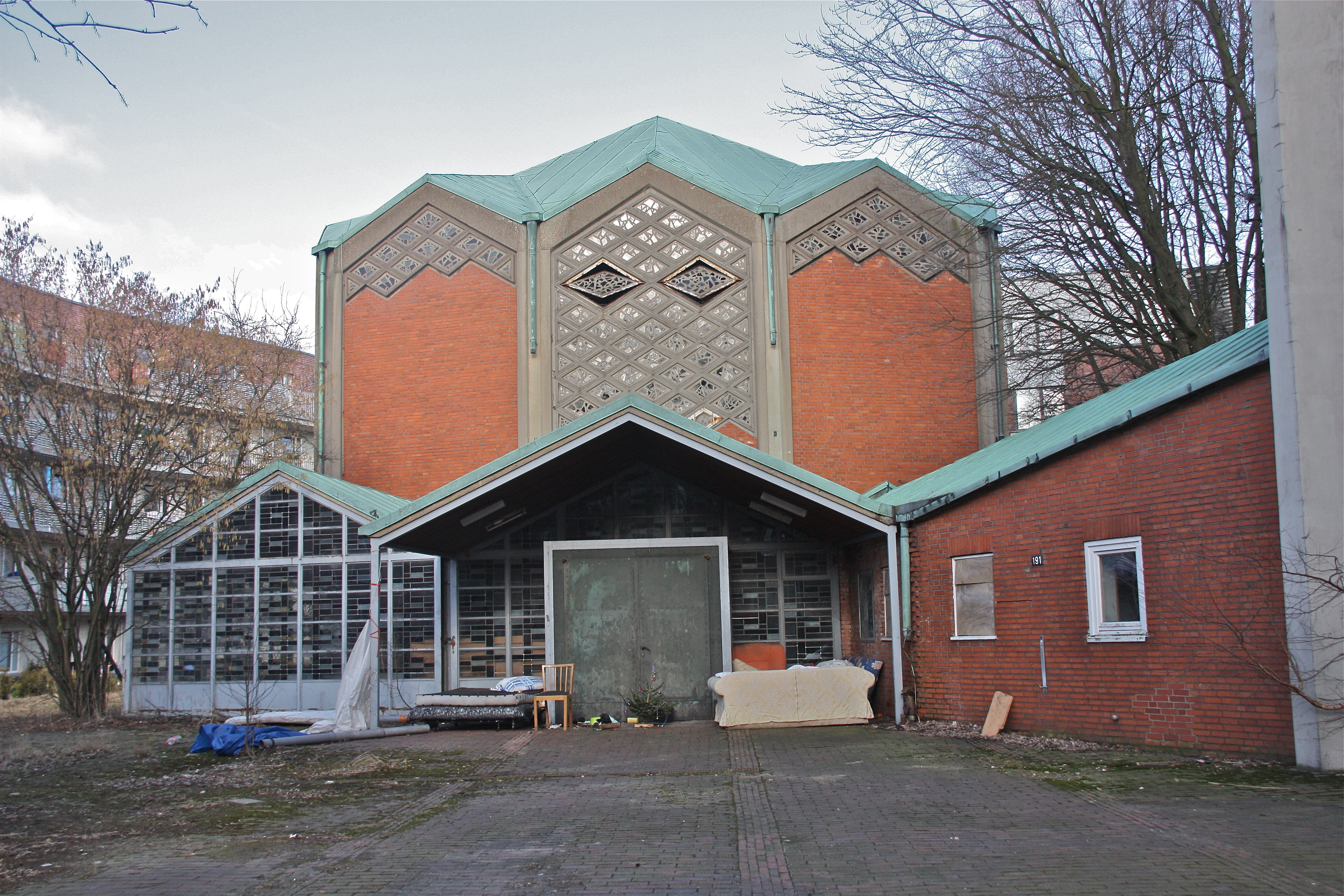
Eingangsbereich Anfang 2013
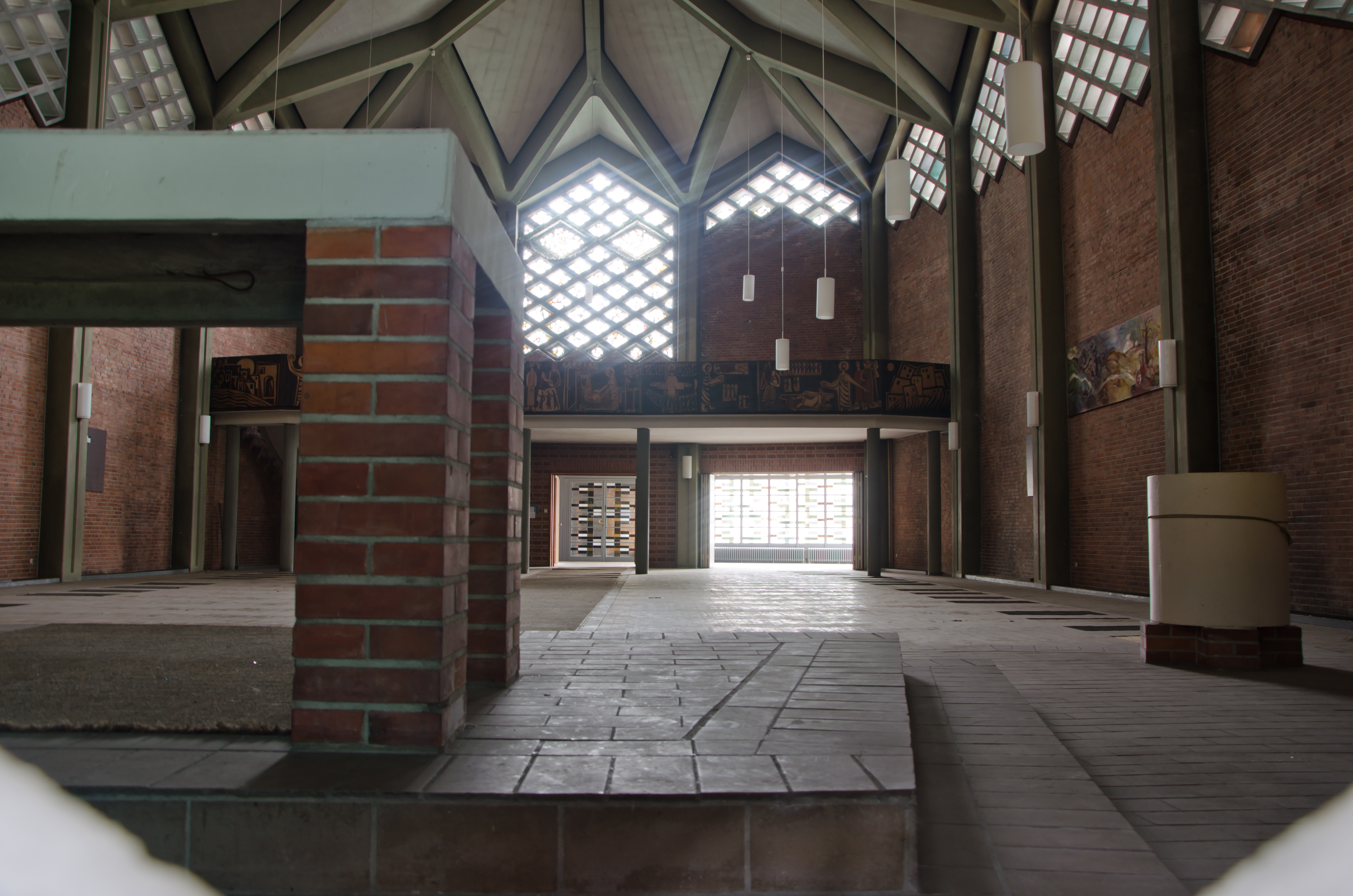
Innenraum Anfang 2013
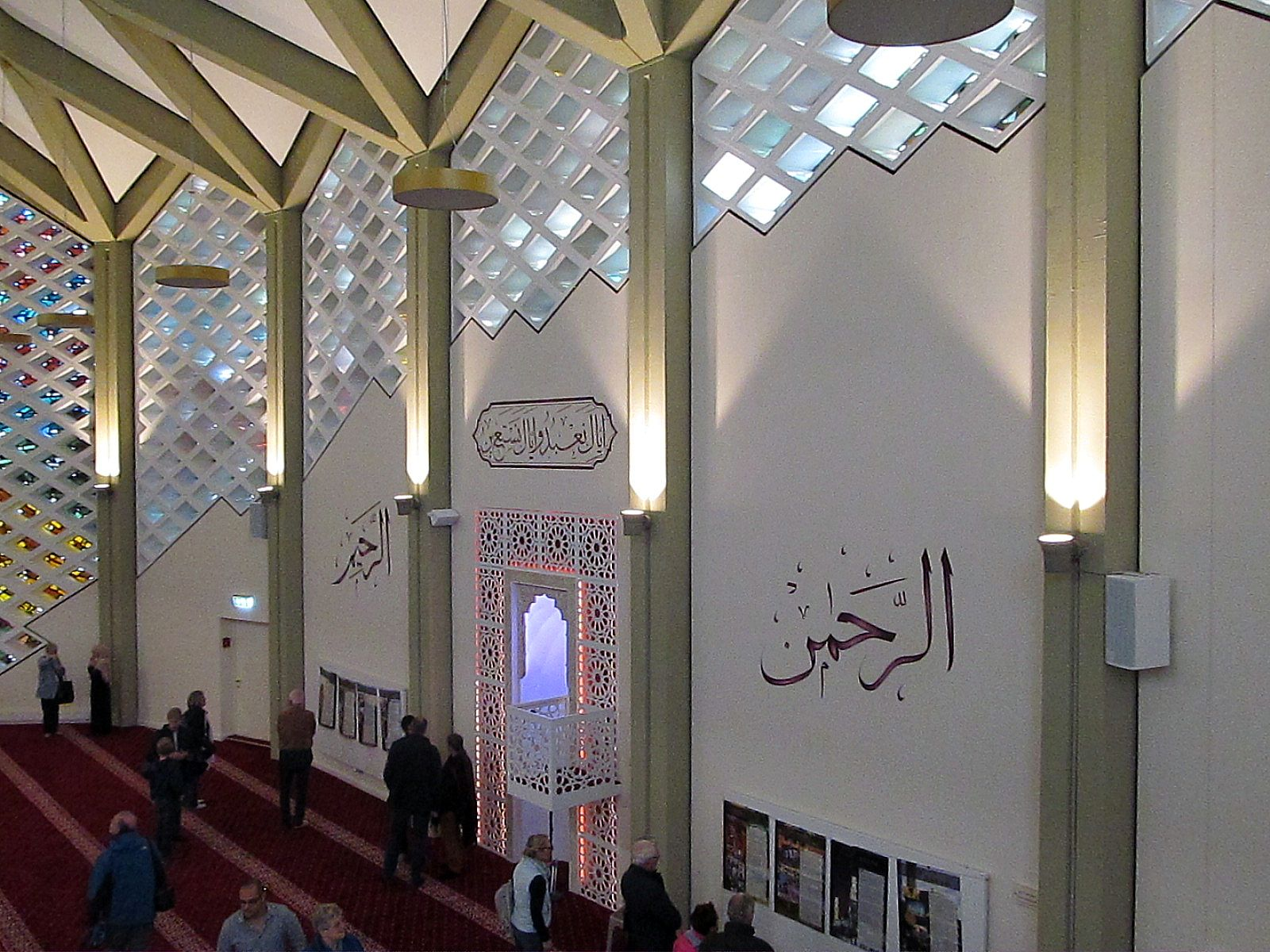
Neu gestaltete Ostwand mit Gebetsnische des Imam